# لويس مورينو
لويس مورينو (بالإسبانية: Luis Moreno) (19 مارس 1981 ببنما في بنما - ) هو لاعب كرة قدم بنمي في مركز الدفاع. شارك مع منتخب بنما لكرة القدم. أما مع النوادي، فقد لعب مع إنديبنديينتي سانتا في وتيبورونيس روخوس دي فيراكروز وديبورتيفو ميراندا وديبورتيفو إيطاليا ‏ ونادي إنفيغادو وديبورتيفو بيريرا وC.D. Veracruz Premier ‏ ونادي تاورو ‏.

## وصلات خارجية
- لويس مورينو على موقع الاتحاد الدولي (مؤرشف)  (الإنجليزية)
- لويس مورينو على موقع قاعدة بيانات كرة القدم.إي يو (الإنجليزية)
- لويس مورينو على موقع بيانات كرة القدم. دي إي (الألمانية)
- لويس مورينو على موقع ناشيونال فوتبول تيمز (الإنجليزية)
- لويس مورينو على موقع Soccerway.com (الإنجليزية)
- لويس مورينو على موقع عالم كرة القدم.نت (الإنجليزية)